# Armandas Kučys
Armandas Kučys (ur. 27 lutego 2003 w Poniewieżu) – litewski piłkarz, występujący na pozycji napastnika w słoweńskim klubie NK Celje i reprezentacji Litwy.

## Kariera klubowa
Jego ojciec, Aurimas Kučys również był piłkarzem występującym na pozycji defensywnego pomocnika.
Karierę zawodową rozpoczął w 2019 roku w FK Poniewież. Reprezentował także rezerwy występując na drugim poziomie rozgrywek (LFF I lyga). Od 2020 reprezentował nowopowstały zespół Ekranas Poniewież, występujący na trzecim poziomie rozgrywkowym.
Po wyjeździe do Szwecji dołączył do akademii Kalmar FF. Od 28 lipca 2022 był wypożyczony do trzecioligowego Oskarshamns AIK.
Na początku 2023 powrócił na Litwę i podpisał 2,5-roczny kontrakt z Žalgirisem Kowno. 7 lipca 2023 zadebiutował w A Lydze przeciwko FK Poniewież, przegranym przez jego drużyne 0-3.

### NK Celje
27 czerwca 2024 ogłoszono, że Kučys przechodzi do słoweńskiego NK Celje. Zadebiutował w meczu kwalifikacji do Ligi Mistrzów 2024/2025 z Florą Tallinn 10 lipca 2024.
W Lidze Konferencji UEFA 2024/2025 zdobył łącznie 6 bramek, zajmując 3. miejsce w klasyfikacji strzelców, a NK Celje awansowało do ćwierćfinału rozgrywek.

## Kariera reprezentacyjna
W reprezentacji Litwy zadebiutował 15 listopada 2021 w meczu towarzyskim z Kuwejtem.

### Gole dla reprezentacji
| Lp. | Data       | Stadion                                     | Przeciwnik | Gol na | Wynik | Rozgrywki                        | Raport |
| --- | ---------- | ------------------------------------------- | ---------- | ------ | ----- | -------------------------------- | ------ |
| 1.  | 21.03.2024 | Estádio Algarve, Faro/Loulé                 | Gibraltar  | 1–0    | 1–0   | LN 2022/2023 – Dywizja C (baraż) | [ 11 ] |
| 2.  | 8.06.2024  | Stadion Daugava, Lipawa                     | Łotwa      | 0–1    | 0–2   | Baltic Cup 2024                  | [ 12 ] |
| 3.  | 9.09.2024  | Stadionul Steaua, Bukareszt                 | Rumunia    | 1–1    | 1–3   | LN 2024/2025 – Dywizja C         | [ 13 ] |
| 4.  | 24.03.2024 | Stadion im. S. Dariusa i S. Girėnasa, Kowno | Finlandia  | 1–2    | 2–2   | El. MŚ 2026                      | [ 14 ] |